# Гутка (Сілезьке воєводство)
Гутка (пол. Hutka) — село в Польщі, у гміні Вренчиця-Велька Клобуцького повіту Сілезького воєводства.
Населення — 625 осіб (2011).
У 1975-1998 роках село належало до Ченстоховського воєводства.

## Демографія
Демографічна структура станом на 31 березня 2011 року:
|          | Загалом | Допрацездатний вік | Працездатний вік | Постпрацездатний вік |
| -------- | ------- | ------------------ | ---------------- | -------------------- |
| Чоловіки | 327     | 71                 | 215              | 41                   |
| Жінки    | 298     | 54                 | 174              | 70                   |
| Разом    | 625     | 125                | 389              | 111                  |